# Poliana albescens
Poliana albescens là một loài bướm đêm thuộc họ Sphingidae. Loài này có ở Philippines.